# トリプルアクション サンダー .50BMG
トリプルアクション サンダー .50BMG (Triple Action THUNDER .50 BMG)は、ユタ州ローガンに拠点を置くトリプルアクション社によって開発された、.50 BMGカートリッジを発射するように設計された、回転スライド式閉鎖器搭載の単発式拳銃（シングルショットハンドガン）である。
2004年にラスベガスで開催された銃器見本市『SHOT SHOW 2004』にて発表された、技術展示（デモンストレーション）用の試作品であり、製造販売はされていない。